# Call Me Little Sunshine
Call me Little Sunshine è un singolo del gruppo musicale svedese Ghost, pubblicato il 20 gennaio 2022 come primo estratto dal quinto album in studio Impera.

## Promozione
Il gruppo ha eseguito il brano a Jimmy Kimmel Live! il 16 marzo per sponsorizzare l'uscita del disco.

## Video musicale
Il video, diretto da Matt Mahurin e registrato in tecnica mista, mostra una donna, interpretata da Ruby Modine, il cui viaggio in treno è ostacolato da un demonio impersonato dallo stesso Tobias Forge.

## Tracce
Testi e musiche di A Ghoul Writer, Max Grahn.
1. Call Me Little Sunshine – 4:44

## Formazione
Gruppo
- Papa Emeritus IV – strumentazione
- Nameless Ghouls – strumentazione

Altri musicisti
- Hux Nettermalm – batteria
- Fredrik Åkesson – chitarra
- Martin Hederos – pianoforte

Produzione
- Klas Åhlund – produzione
- Fat Max Gsus – produzione aggiuntiva
- Martin Eriksson Sandmark – ingegneria del suono
- Stefan Boman – ingegneria del suono
- Andy Wallace – missaggio
- Ted Jensen – mastering